# Nol de Ruiter
Arnoldus Nicolaas (Nol) de Ruiter (Utrecht, 6 april 1940 – Houten, 21 mei 2025) was een Nederlands voetballer en voetbaltrainer. Van 1996 tot 2008 was hij als scout actief voor Eredivisionist FC Utrecht.

## Carrière

### Als speler
De Ruiter speelde voor de drie Utrechtse clubs: DOS, Velox  en Elinkwijk. Deze zouden in 1970 fuseren tot FC Utrecht.

#### Carrièrestatistieken
| Seizoen         | Club            | Land            | Competitie      | Competitie | Competitie | Beker | Beker | Internationaal | Internationaal | Overig | Overig | Totaal | Totaal |
| Seizoen         | Club            | Land            | Competitie      | Wed.       | Dlp.       | Wed.  | Dlp.  | Wed.           | Dlp.           | Wed.   | Dlp.   | Wed.   | Dlp.   |
| --------------- | --------------- | --------------- | --------------- | ---------- | ---------- | ----- | ----- | -------------- | -------------- | ------ | ------ | ------ | ------ |
| 1960/61         | DOS             | Nederland       | Eredivisie      | 12         | 0          | 1     | 0     | –              | –              | 0      | 0      | 13     | 0      |
| 1961/62         | DOS             | Nederland       | Eredivisie      | 11         | 1          | 4     | 0     | –              | –              | 0      | 0      | 15     | 1      |
| 1962/63         | DOS             | Nederland       | Eredivisie      | 13         | 0          | 1     | 0     | 0              | 0              | 0      | 0      | 14     | 0      |
| 1963/64         | Elinkwijk       | Nederland       | Eerste divisie  | –          | 0          | 1     | 0     | –              | –              | 0      | 0      | –      | 0      |
| 1964/65         | Velox           | Nederland       | Eerste divisie  | –          | 0          | –     | 0     | –              | –              | 0      | 0      | –      | 0      |
| Carrière totaal | Carrière totaal | Carrière totaal | Carrière totaal | –          | 1          | –     | 0     | 0              | 0              | 0      | 0      | –      | 1      |

### Als trainer
Als trainer begon De Ruiter in 1965 bij vierdeklasser VV Altius en werd tevens assistent van Jan Remmers bij N.E.C.. Hij trainde kort het Larense LFC en combineerde vanaf 1966 zijn baan bij N.E.C. met Leerdam Sport waardoor hij stopte bij Altius. In het seizoen 1970/71 werd hij met VVOG kampioen in de Zaterdag Tweede klasse C. Hierna trainde hij DOS '01 en keerde in februari 1972 ad-interim ook terug bij VVOG. In 1972 werd hij assistent van Remmers bij FC Den Bosch. Hij zou vanaf medio 1974 hoofdtrainer worden maar volgde Remmers in januari 1974 al op omdat hij deze parttime functie niet meer kon combineren met zowel zijn baan bij de AMRO Bank als een nieuwe bestuursfunctie bij FC Den Bosch. De Ruiter was tot juni 1976 was actief als hoofdtrainer van FC Den Bosch, waarmee hij eerst als zeventiende en vervolgens tweemaal tiende eindigde in de Eerste divisie. Tussen juli 1976 en juni 1980 was De Ruiter hoofdtrainer van SC Cambuur. Tussen juli 1980 en juni 1982 trainde hij FC Wageningen. Het tweede seizoen had hij Hans Boersma als assistent, die hem in 1982 opvolgde als technisch verantwoordelijke. De Ruiter vertrok toen naar SVV. In het seizoen 1983/84 trainde hij SC Veendam. Hij verbleef destijds op een camping in Wijster.
In juli 1984 werd De Ruiter aangesteld als hoofdtrainer bij FC Utrecht, als vervanger van de Welshman Barry Hughes. De Utrechter kreeg de voorkeur boven Pim van de Meent en Simon Kistemaker. De geboren Utrechter had nog nooit voor de club gespeeld, maar werd desondanks als een clubman beschouwd, aangezien hij wel actief was voor de drie voorgangers DOS, Velox en USV Elinkwijk. Hij beloofde de club "goed, agressief en aanvallend voetbal", iets wat hij, getuige een tiende, twaalfde en zesde plaats, niet helemaal waar heeft kunnen maken. In 1985 verving speler Willem van Hanegem hem na zes wedstrijden als woordvoerder tegenover de pers. In 1985 won De Ruiter met FC Utrecht de KNVB beker. Dankzij een doelpunt van John van Loen werd Helmond Sport in de finale met 1–0 verslagen. In 1987 won De Ruiter met FC Utrecht de nacompetitie van de Eredivisie en behaalde hij Europees voetbal. Nog datzelfde jaar werd Han Berger aangesteld als de nieuwe trainer.
De Ruiter trad in dienst van de KNVB en werd assistent van bondscoach Rinus Michels. Hij maakte het gewonnen EK van 1988 als eerste assistent van De Generaal mee. In 1990 was De Ruiter twee wedstrijden lang zelf bondscoach van het Nederlands elftal. Hij was de opvolger van Thijs Libregts (waar hij al assistent van was), die ontslagen werd wegens een slechte relatie met de belangrijkste spelers. Onder leiding van De Ruiter speelde het Nederlands elftal op 21 februari 1990 thuis met 0–0 gelijk tegen Italië en ruim een maand later, op 28 maart 1990, verloor het in en tegen de Sovjet-Unie met 2–1. Vervolgens gaf hij het stokje over aan Leo Beenhakker.
Tussen juli 1992 en juni 1994 was De Ruiter trainer van ADO Den Haag, dat destijds uitkwam in de Eerste divisie. Onder zijn leiding eindigde de ploeg achtereenvolgens als achtste en als zevende. De Ruiter kreeg ruzie met zes spelers, die hij uit de selectie zette. Deze spelers, onder wie Cor Lems, Frans Danen en Marcel Valk, werden aangeduid als De Bende van Zes.
In juli 1994 vertrok De Ruiter naar Egypte, waar hij aangesteld werd als bondscoach van het Egyptisch elftal. In januari 1995 keerde De Ruiter terug in Nederland.
In november 1995 werd hij aangesteld als interim-trainer van FC Utrecht, de rol die hij combineerde met de functie van directeur spelersbeleid. Hij nam de plaats in van Simon Kistemaker, die vanwege de slechte resultaten werd ontslagen. De Ruiter leidde twee wedstrijden: uit tegen FC Volendam werd met 1–0 gewonnen, thuis tegen N.E.C. ging de ploeg met 2–1 onderuit. Op 23 januari 1996 werd Ronald Spelbos de definitieve opvolger van De Kist.
In november 1997 keerde De Ruiter als interim-trainer nog kort terug bij FC Utrecht, waar hij drie wedstrijden leidde.

### Als scout
Al tijdens zijn carrière als trainer was De Ruiter actief als scout voor de club uit de Domstad. Hij was onder andere verantwoordelijk voor de komst van Erik Willaarts en Giuseppe Rossini. In november 2007 maakte hij bekend in de daaropvolgende zomer te stoppen als hoofd scouting voor FC Utrecht, naar eigen zeggen omdat hij zichzelf te oud vond. Hij bleef wel actief binnen het scoutingsapparaat van de club. De Ruiter werd opgevolgd door Edwin de Kruyff, voormalig topscorer van FC Utrecht.

## Persoonlijk leven en overlijden
De Ruiter was de schoonvader van Foeke Booy, eveneens oud-trainer van FC Utrecht. De Ruiter overleed in de nacht van 21 mei op 85-jarige leeftijd.

## Erelijst
Als trainer
| KNVB beker | 1x | 1984/85 |

Als assistent-bondscoach
| Competitie                     | Winnaar   | Winnaar   | Runner-up | Runner-up | Derde     | Derde     |
| Competitie                     | Aantal    | Jaren     | Aantal    | Jaren     | Aantal    | Jaren     |
| Nederland                      | Nederland | Nederland | Nederland | Nederland | Nederland | Nederland |
| ------------------------------ | --------- | --------- | --------- | --------- | --------- | --------- |
| Europees kampioenschap voetbal | 1x        | 1988      |           |           |           |           |

## Trivia
- Na het gewonnen EK van 1988 kregen alle spelers en leden van de trainersstaf een medaille uitgereikt door koningin Beatrix. De Ruiter was echter al op vakantie en miste dus de uitreiking. Op zijn 65e verjaardag kreeg hij de medaille alsnog, uit handen van voormalig international Ronald Koeman.[15]
- Op zijn 70e verjaardag, op 6 april 2010, verscheen het boek Nol de Ruiter 70 jaar, waarin de memoires van De Ruiter verschijnen. De dagen ervoor was al veel ophef ontstaan, aangezien De Ruiter tijdens het WK 1990 een dagboek bijhield dat vrijwel integraal in het boek werd opgenomen, waarin hij stevige kritiek uit op de toenmalige bondscoach Leo Beenhakker.